# Monastero di Zvërnec
Il monastero di Zvërnec è un monastero ortodosso sito sull'isola di Zvërnec, nella laguna di Narta nei pressi dell'omonimo villaggio, all'interno della municipalità di Valona. Esso ospita una chiesa dedicata alla Dormizione di Maria Theotókos.
Il complesso è tutelato come monumento culturale dal 1963.

## Storia
Il primo nucleo del monastero è stato costruito probabilmente tra il XII e il XIV secolo anche se buona parte degli edifici risale probabilmente al XIX secolo. Almeno fino agli anni 1950 il monastero è stato amministrato dalla metropolia di Berat.
Pur essendo stato riconosciuto come monumento culturale nel 1963, il monastero fu abbandonato nel 1967, probabilmente in conseguenza delle politiche religiose perseguite da Enver Hoxha, che in un discorso pubblicato proprio in quell'anno su Zëri i Popullit accomunò la religione all'oppio dei popoli (riprendendo una celebre definizione data dal filosofo Karl Marx), e subì danni dovuti all'incuria, venendo utilizzato anche come stalla; sempre nel 1967 la biblioteca del monastero è stata distrutta da un incendio. Sotto il regime socialista il monastero fu inoltre trasformato in campo di internamento dei prigionieri politici.
Sul finire degli anni '60 la chiesa era in un pessimo stato di conservazione, come testimoniano alcune foto conservate nell'archivio dell'Istituto nazionale dei beni culturali, e per questo nel 1972 fu portato avanti il primo restauro conservativo. Un ulteriore intervento di restauro è stato portato avanti nel 2001.

## Descrizione
Il monastero si trova sull'isola di Zvërnec, nella laguna di Narta, ed è collegato all'omonimo villaggio tramite un ponticello pedonale in legno lungo circa 300 metri. Si compone di cinque edifici: uno di questi, sostenuto da un muro perimetrale, veniva utilizzato come residenza del vescovo/metropolita, un altro, soprannominato casa dei Nartioti, un magazzino, un edificio dedicato agli ospiti più illustri e la casa del sacerdote. Ad essi si aggiunge il catholicon del monastero, dedicato alla Dormizione di Maria Theotókos, è suddivisibile in quattro ambienti: nartece, naos, bema ed esonartece porticato (quest'ultimo aggiunto successivamente sul lato settentrionale della chiesa) e presenta una pianta a croce libera con una piccola cupola cilindrica e un piccolo campanile posto sul tetto dell'esonartece.

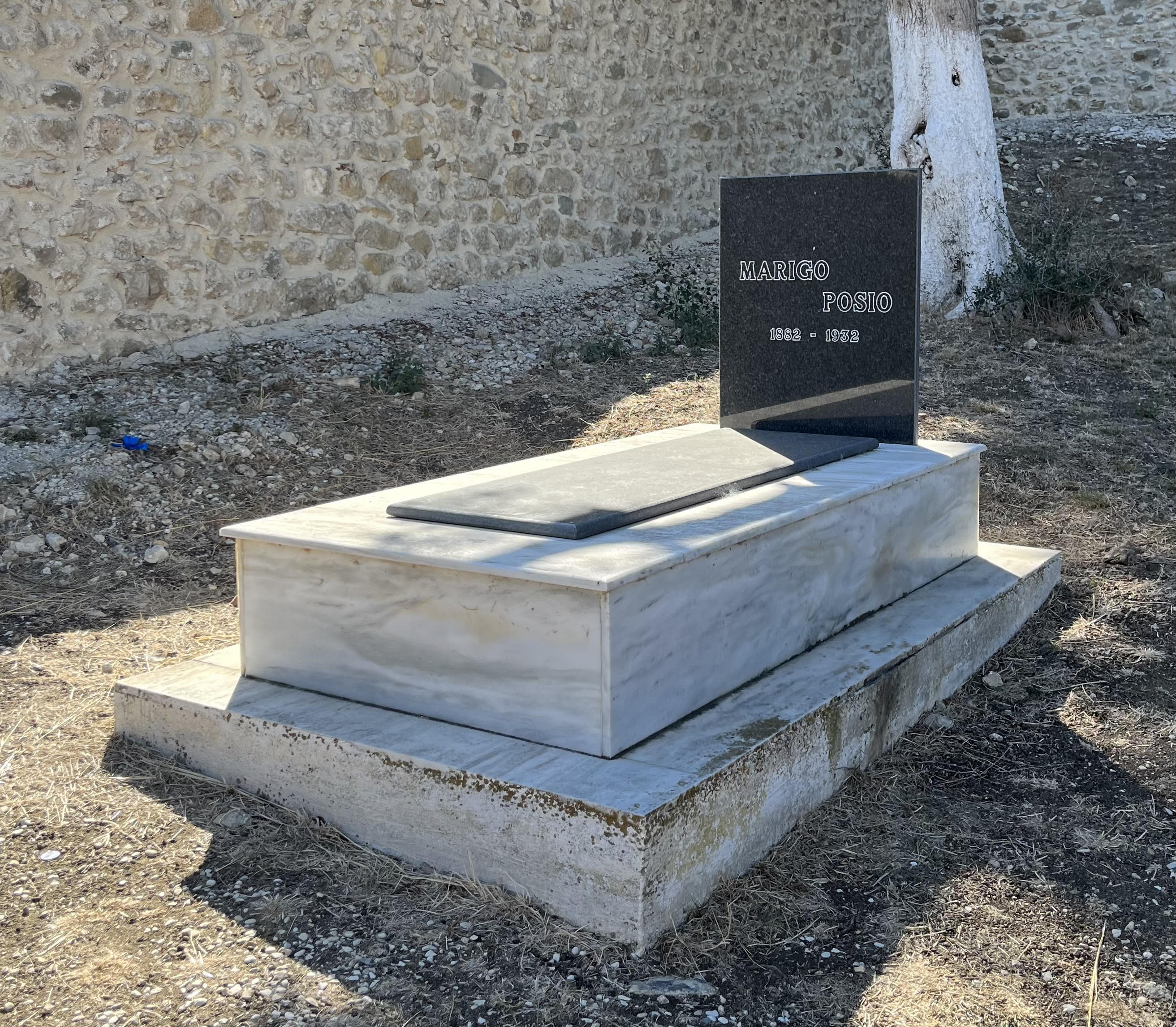
La tomba di Marigo Posio nel cimitero del monastero.

Presso il monastero è sito anche un cimitero, in cui è tumulata tra gli altri Marigo Posio, celebre per aver cucito la prima bandiera albanese sventolata da Ismail Qemali in occasione della dichiarazione d'indipendenza dell'Albania proclamata il 28 novembre 1912 a Valona.

## Tradizioni
La tradizione di maggiore importanza è la festa dell'Assunzione che si svolge tra il 14 e il 15 agosto: la sera del 14 agosto i fedeli si recano sull'isola, dove attendono il giorno successivo consumando cibo, cantando e ballando danze tradizionali; la giornata del 15 agosto è invece dedicata alle funzioni religiose.